# نيكولا بلاك
نيكولا بلاك (بالإنجليزية: Nicola Black)‏ هي منتجة أفلام ومخرجة بريطانية، ولدت في 1965 في غلاسكو في المملكة المتحدة.

## وصلات خارجية
- نيكولا بلاك على موقع IMDb (الإنجليزية)
- نيكولا بلاك على موقع ألو سيني (الفرنسية)
- نيكولا بلاك على موقع كينوبويسك (الروسية)